# Јаче манијаче
Јаче манијаче  је макси сингл хрватског фанк певача Дина Дворника. Сингл такође садржи инструменталну верзију песме. Песма је касније постала прави хит. Објављена је у јулу 1990. године на 12-инчној плочи од стране Југотона. 

## Позадина
Дворник је упознао свог црногорског колегу Рамба Амадеуса на снимању песме Глупи хит са албума Хоћемо гусле 1989. Као резултат тог пријатељства, Амадеус је написао текст за песму. 

## Композиција
Песма је у стилу фанк и денс музике који је био у развоју у бившој Југославији .  Писан је у Д-дуру са темпом од 120 удара по минуту. 

## Спот
Видео је сниман у Загребу и околини. Службено је премијерно приказан на трећем каналу ХТВ -а у ТВ емисији DJ is so hot.  Спот су режирали Динко Чепак и Томислав Хлеб. Био је то први хрватски музички спот који је приказан на МТВ- у.

## Списак песама
| №  | Назив                        | Трајање |  |
| 1. | Јаче манијаче                | 3:55    |  |
| 2. | Бити сам                     | 4:38    |  |
| 3. | Ела ЕЕ                       | 4:38    |  |
| 4. | Јаче манијаче (инструментал) | 3:55    |  |

## Наслеђе
Српски бенд Земља грува прерадио је ову песму уз дозволу Дворникове супруге Данијеле. Њихова верзија је први пут изведена 2011. , а 2 године касније снимљена студијска верзија. 

## Постава
- Клавијатуре : Зоран Шабијан
- Саксофон : Младен Баучић